# Scintigrafia ossea
Per  scintigrafia ossea in campo medico, si intende un esame diagnostico, di medicina nucleare, che viene utilizzato per cercare possibili anomalie nel rimodellamento scheletrico.
Viene utilizzata principalmente per aiutare nella diagnosi di una serie di condizioni patologiche delle ossa, tra cui: tumore dell'osso o metastasi, infiammazioni e fratture non visibili nelle radiografie.

## Descrizione della metodica

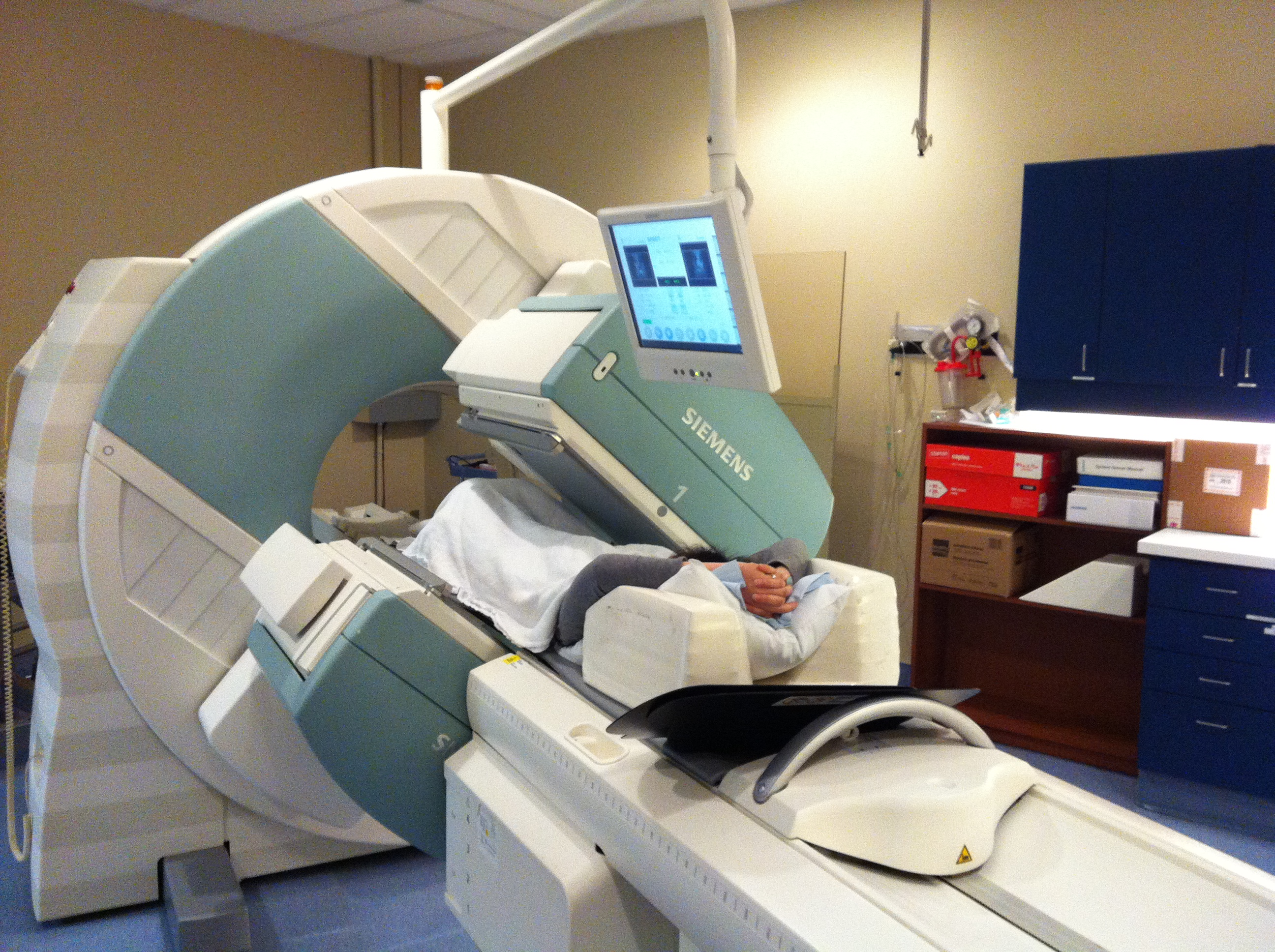
Paziente sottoposto ad una scintigrafia ossea

La tecnica viene eseguita iniettando in una vena periferica un radiofarmaco (più spesso il metilen-difosfonato coniugato con 99mTc, detto anche 99mTc-MDP) che tende a legarsi per via delle sue proprietà chimiche al tessuto osseo in maniera proporzionale alla sua attività osteoblastica e all'entità della sua vascolarizzazione. Per tali ragioni: in condizioni normali spesso è il tessuto osseo spongioso ad essere più captante di quello compatto, le aree di necrosi avascolare invece non sono mai captanti e l'esame visualizza le aree patologiche come ipocaptanti nelle fasi iniziali di molte malattie in quanto i processi di rimodellamento spesso per iniziare impiegano del tempo. Inoltre anche aree riccamente vascolarizzate possono risultare ipercaptanti poco dopo l'iniezione, anche in tessuti dove il tracciante non si lega.
L'attività somministrata ad un soggetto adulto di solito si aggira intorno ai 740MBq. Nei soggetti pediatrici invece tale valore è proporzionale al peso corporeo (con un valore minimo di 40 MBq).
L'acquisizione delle immagini di solito viene eseguita dopo 3 ore dalla somministrazione del radiofarmaco, per dare tempo a quest'ultimo di fissarsi alle zone bersaglio. Unica eccezione sono le acquisizioni trifasiche usate spesso per diagnosticare patologie infiammatorie a carico dell'osso. In tali casi, la prima acquisizione viene eseguita subito dopo l'iniezione in modalità dinamica per mostrare l'arrivo vascolare del radiofarmaco nella zona interessata. Nei successivi minuti viene quindi eseguita un'acquisizione statica (fase di blood pool) che mostra la permeabilità capillare del distretto esaminato (qui il radiofarmaco non si è ancora fissato all'osso). Infine a 3 ore dall'iniezione viene eseguita un'acquisizione tardiva che mostra l'attività osteoblastica.
Le acquisizioni vengono eseguite con una gamma camera a singola o doppia testa; anche utilizzando collimatori con risoluzioni differenti a seconda della grandezza dei particolari da analizzare e solitamente riprendono tutto il corpo (o con una scansione total body continua o sovrapponendo parzialmente più scansioni ove questo non è possibile, in modo da non perdere alcuna zona corporea nell'analisi dei dati).
Se necessario è anche possibile analizzare i dati in uno spazio tridimensionale mediante metodiche SPECT o SPECT-TC.

## Elaborazione delle immagini
La valutazione delle immagini scintigrafiche non richiede particolari accorgimenti a parte la variazione del contrasto che consente di visualizzare anche le aree con captazione più bassa. Nella scintigrafia trifasica invece si procede iniettando il radiofarmaco al paziente mentre è sdraiato sulla gamma camera e posizionando delle ROI (Region of Interest , cioè regioni di interesse) sulle immagini dinamiche ottenute a partire da pochi secondi dopo l'iniezione. Tali regioni vengono di solito posizionate a livello dell'area sospetta e di una zona che si prende come riferimento. Così facendo si possono ottenere delle curve conteggi/tempo che mostrano l'entità del flusso sanguigno a livello della regione esaminata. Una successiva acquisizione statica viene poi eseguita subito dopo per mostrare come il radiofarmaco si distribuisce a livello dei tessuti molli (blood pool). L'intensità di queste ultime immagini è funzione della permeabilità vascolare. Le immagini tardive sono poi acquisite ad alcune ore di distanza per evidenziare l'attività osteoblastica.

## Interpretazione delle immagini e indicazioni all'esecuzione dell'esame
L'esame normale è spesso caratterizzato da una captazione simmetrica. Inoltre le regioni sottoposte a stress possono risultare fisiologicamente più ipercaptanti. In particolare:
- suture craniche (1% degli individui adulti, nei bambini si può osservare la sutura fra sfenoide ed osso occipitale che è spesso attiva in età pediatrica)
- osso mascellare ed etmoide a causa della masticazione.
- cartilagine tiroidea ed osso ioide
- processo spinoso della vertebra cervicale C7 (il resto delle vertebre cervicali si vede poco, e solo con strumenti ad alta risoluzione)
- manubrio dello sterno, articolazione sterno-clavicolare, cartilagini costali negli anziani (spesso calcificano), scapole. Le costole di norma captano poco e in maniera omogenea (in alcuni casi, disomogeneità nell'attività dei muscoli erector spinae possono produrre lievi alterazioni senza significato patologico)
- le vertebre toraciche inferiori e lombari spesso risultano ipercaptanti, con una quota maggiore a livello di quelle lombari in quanto più vicine al rilevatore a causa della fisiologica lordosi lombare.
- anche la vescica può dare ipercaptazione locale a causa del farmaco contenuto nell'urina, così come di norma, entro 4 ore dall'iniezione, si visualizzano i reni. Il bacino ha aspetto simmetrico, con le creste iliache più evidenti a causa della loro maggiore vicinanza al rilevatore.
- a livello degli arti spesso si trovano le articolazioni ipercaptanti e, nei bambini, anche le cartilagini di accrescimento delle ossa lunghe.

Nella patologia, le alterazioni rilevate più di frequente sono:
- le lesioni tumorali spesso risultano ipercaptanti. Questo vale anche per le metastasi osteolitiche, (ad esclusione di alcune, come quelle da mieloma multiplo) in quanto, anche se insufficiente per controbilanciare l'effetto osteoclastico, esiste un'attività osteoblastica di compenso a livello di queste aree (questo vale per molte lesioni osteolitiche dell'osso). La scintigrafia è per tali motivi usata spesso nella stadiazione di patologie oncologiche con elevata frequenza di metastasi ossee così come nelle neoplasie primitive dell'osso.
- fratture ossee in fase di guarigione (l'ipercaptazione può persistere per anni) così come traumi o interventi chirurgici.
- artrosi
- malattia ossea di Paget
- patologie infiammatorie dell'osso (reumatiche ed infettive)
- malattie metaboliche dell'osso
- infezioni/mobilizzazioni di protesi

In alcuni casi può essere difficile rilevare le lesioni per un'eccessiva attività di fondo dovuta ad un'alterata cinetica di distribuzione del radiofarmaco (ciò avviene spesso nell'obesità e nell'insufficienza renale). Inoltre errori nella somministrazione possono produrre false rilevazioni a livello del sito di iniezione o delle stazioni linfonodali che lo drenano (se il farmaco va "fuori vena", comunque molto spesso riconosciute come non patologiche); così come, raramente, l'iniezione può avvenire in un'arteria (portando ad iperaccumulo dal farmaco a valle del sito di iniezione e a una sua scarsa distribuzione a livello sistemico).
La scintigrafia ossea trifasica spesso è poi utile per evidenziare se le lesioni sono di natura flogistica e/o di rimaneggiamento osseo (così come per mostrare il loro grado di vascolarizzazione) permettendo la diagnosi fra differenti patologie con meccanismi etilogici alla base differenti.
In alcuni casi si può osservare captazione del radiofarmaco in sedi extraossee. Questi reperti possono avere varie eziologie  (fra queste: lesioni maligne/benigne calcifiche, traumatica, flogistica, metabolica, contaminazioni).

### Superscan

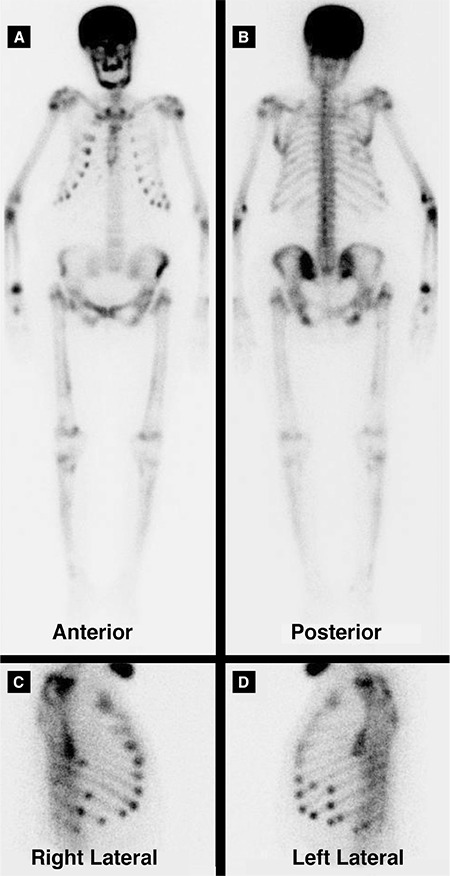
Superscan in un paziente con carcinoma paratiroideo

Con il termine superscan (oppure beautiful bone scan) si fa riferimento al risultato di un esame di scintigrafia ossea, caratterizzato da un contrasto più accentuato fra le ossa e tessuti molli, spesso indicante la presenza di numerose metastasi ossee, soprattutto quelle che derivano dal tumore metastatico della prostata.
Occasionalmente un superscan può essere interpretato erroneamente come un esame normale.

#### Cause
- malattia metastatica diffusa[7][8][9]

- carcinoma prostatico

- malattie metaboliche dell'osso[7][11]

- osteodistrofia renale
- iperparatiroidismo (spesso iperparatiroidismo secondario)

- mastocitosi[14]
- Malattia di Paget diffusa[10][13][15]
- Anemia aplastica[13]
- Macroglobulinemia di Waldenström[13]

#### Patogenesi
Il superscan di solito si viene a determinare quando le cellule metastatiche sono talmente numerose da captare e trattenere il radiofarmaco somministrato al paziente.
A conferma di questo meccanismo, in una superscan il radiofarmaco non si ritrova né all'interno dei reni, né nella vescica: questo aspetto è stato definito segno del rene scomparso.
L'apparato emuntorio è infatti totalmente escluso dalla rappresentazione scintigrafica, a differenza di quanto si verifica quando le metastasi sono meno numerose e perciò meno captanti.
Un'immagine di scintigrafia che si presenta come superscan (beautiful scan) in genere non riesce a mettere in evidenzia gli arti inferiori.
Anche in questo caso il quadro è spiegabile con il fatto che il radiofarmaco tende a distribuirsi prima nella parte superiore del corpo e a fissarsi in corrispondenza delle metastasi. Nel caso di metastasi associate a carcinoma della prostata, la captazione sarà soprattutto a livello vertebrale, maggiormente interessato dalle localizzazioni tumorali secondarie.

#### Prognosi
Il quadro di superscan, proprio per il fatto che è derivante da una marcata e notevole numerosità di cellule metastatiche è pressoché sempre indice di una prognosi peggiore per il paziente.

## Applicazioni cliniche in dettaglio

### Ricerca di lesioni oncologiche metastatiche o primitive

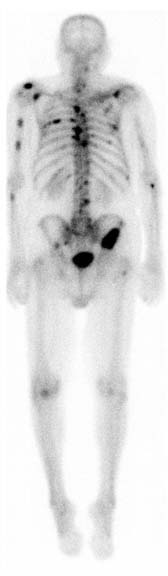
La scintigrafia mostra metastasi alle ossa provenienti da un tumore alla prostata.

Questa è l'indicazione principale all'esecuzione di questo esame. Il principale vantaggio della scintigrafia rispetto alle altre metodfiche diagnostiche sta nell'elevata sensibilità (anche se la specificità è di contro parte bassa). Oltre a ciò è anche un esame poco costoso e ormai ben conosciuto, e può abbinare le classiche scansioni planari con quelle SPECT per studiare meglio lesioni situate in segmenti più difficilmente esplorabili con la metodica classica (ad esempio il bacino e la colonna vertebrale). Anche la localizzazione delle lesioni può orientare verso benignità a malignità di queste. In generale la tecnica è usata in oncologia per:
- stadiazione
- rivalutazione post terapia o a seguito di comparsa di segni di ripresa di malattia
- ricerca di fratture patologiche

Nel caso in cui le metastasi scheletriche siano molto numerose può essere rilevato un quadro detto superscan, che consiste in una visualizzazione molto marcata in tutto lo scheletro, tanto da rendere meno visibile la captazione renale.
Una scintigrafia ossea positiva in corrispondenza di lesioni metastatiche dolorose permette il trattamento di queste mediante una terapia radiometabolica. Questo trattamento, eseguito mediante l'uso dell'isotopo 223 del Radio, permette anche di trattare le metastasi da carcinoma prostatico resistente all'ormonoterapia e a localizzazione esclusivamente ossea.

#### Lesioni ossee primitive
Nell'osteosarcoma le immagini ottenute con tecnica trifasica mostrano spesso captazione intensa in tutte e 3 le fasi a livello delle sedi colpite (più spesso ginocchio e porzione prossimale dell'omero). Quelle tardive mostrano spesso una minor captazione centrale e margini moderatamente definiti (usando collimatori pin-hole ad alta definizione è possibile rilevare la reazione periostale chiamata anche triangolo di Codman's, che indica malignità). Oltre a ciò, a livello muscolare vicino alle lesioni è possibile rilevare aree di ossificazione neoplastiche.
Il sarcoma di Ewing può presentarsi a livello di tutto lo scheletro (specie a livello delle ossa lunghe degli arti inferiori),con lesioni sia primitive sia metastatiche. caratterizzate da captazione in tutte e 3 le fasi della scintigrafia.
Il fibrosarcoma di solito si presenta con lesioni fredde circondate da un alone ipercaptante. Se infiltrante presenta aree ipercaptanti assieme ad aree.
Il condrosarcoma è caratterizzato spesso da ipercaptazione nelle fasi vascolari della scintigrafia trifasica a cui segue ipocaptazione nelle fasi tardive, con reazione ipercaptante dell'osso circostante a limiti ben definiti.
L'osteoma osteoide è una neoplasia che spesso dà segni clinici di sé anche se molto piccola (e quindi difficilmente rilevabile radiologicamente); per tale ragione l'elevata sensibilità della scintigrafia ossea è utile nel porre diagnosi (dando indicazioni per un successivo studio TC mirato alla regione di interesse della patologia). L'immagine tipicamente mostra un'area moderatamente captante con il centro più intenso.
Il condroma è un tumore benigno che può accrescersi sia dentro l'osso (encondroma) sia verso l'esterno (eccondroma). Il primo tipo è più frequente del secondo è di solito colpisce le mani, dando dolore alla pressione; mentre l'altro insorge spesso sulle diafisi delle ossa lunghe o anche nelle falangi. Tale lesione è ipercaptante all'esame scintigrafico.
Il fibroma non ossificante spesso deriva da un difetto fibroso a livello dell'osso (tipico dei giovani). La scintigrafia ossea può mostrare un debole alone ipercaptante a livello della lesione che ha un centro ipocaptante. Per tale motivo questa metodica non è l'esame di prima scelta in caso di sospetto di questo quadro clinico. Nel casi sia presente calcificazione od ossificazione è possibile che la lesioni risulti ipercaptante.

### Studio delle protesi

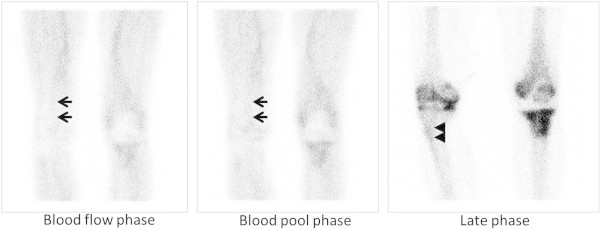
Infezione di uno spacer in cemento inserito in seguito alla rimozione di una protesi di ginocchio. La foto a sinistra è relativa alla fase di arrivo vascolare, quella in mezzo la fase di blood pool, quella a destra alla fase tardiva. In tutte e 3 le fasi si nota accumulo del radiofarmaco a livello del ginocchio di sinistra

Le protesi articolari (specie di ginocchio e di anca) sono molto utilizzate in ortopedia in quanto spesso migliorano molto le condizioni dei pazienti; ma col tempo possono subire alterazioni che devono essere trattate precocemente (danneggiamenti delle componenti artificiali, fratture, mobilizzazioni, infezioni, infiammazioni asettiche, ecc.). Le infezioni delle protesi spesso sono sostenute da batteri stafilococchi (soprattutto lo Staphylococcus epidermidis, il quale possiede un glicocalice che lo aiuta ad aderire al materiale protesico) e sono sovrapponibili alle flogosi di altra natura (presentando solo in più la presenza di neutrofili).
In un terzo dei casi compaiono entro 3 mesi dall'impianto. La scintigrafia trifasica è usata spesso nel loro sospetto, in quanto la sola captazione tardiva non permette di distinguere la presenza di un'infezione dalla sola mobilizzazione della protesi (inoltre la captazione a livello della protesi può persistere anche anni dopo l'impianto, vedi a titolo esemplificativo la tabella sotto per la protesi totale d'anca). L'accurtatezza della metodica è del 50-70% e, in caso di risultato negativo per infezione (assenza di ipercaptazione nelle fasi vascolari) e possibile escludere questa diagnosi. Nel caso di risultato positivo invece è necessario approfondire ulteriormente mediante l'esecuzione di una scintigrafia con granulociti marcati.
| Tipo di protesi | Fase                 | Tempo di positività post-impianto |
| --------------- | -------------------- | --- |
| Cementata       |                      | |
|                 | Fase vascolare       | fino a 1 anno |
|                 | Fase di "blood pool" | fino a 1 anno |
|                 | Fase ossea           | fino a 1 anno (di solito dopo 9 mesi negativizzano lo stelo e il piccolo trocantere dopo 1 anno l'apice dello stelo e l'acetabolo e dopo 2 anni il gran trocantere)               |
| Non cementata   |                      | |
|                 | Fase vascolare       | negativa fin da subito dopo l'intervento |
|                 | Fase di "blood pool" | negativa dopo 3 mesi, ma a volte positiva anche ad 1 anno di distanza |
|                 | Fase ossea           | fino a 3 anni (considerare l'esame positivo se dopo tale tempo captano l'apice dello stelo e il piccolo trocantere, altre strutture possono risultare captanti anche dopo 3 anni) |

La protesi di ginocchio può mantenere la positività in fase tardiva anche fino a 5 anni dall'impianto in assenza di patologia.

### Osteomieliti

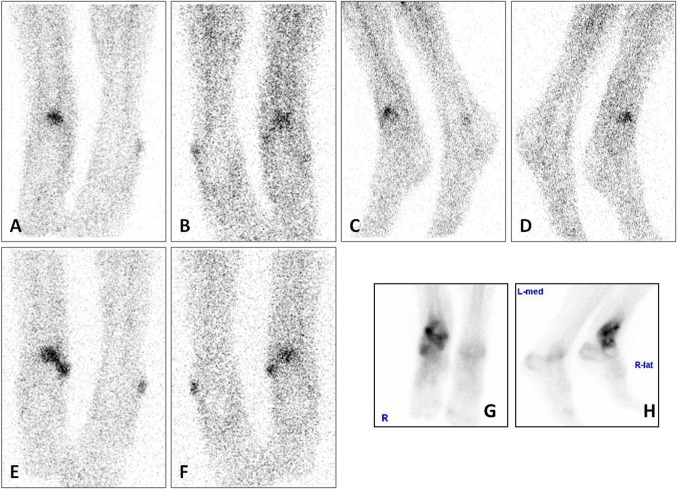
Paziente con osteomielite. A-D scansione a 4 ore con granulociti marcati; E-F scansione a 24 ore con granulociti marcati, G scansione tardiva con farmaco osteotropo che mostra accumulo di questo nella stessa sede ove si accumulano i globuli bianchi marcati

Vista la grande varietà di quadri clinici tipici di questa patologia (dipendenti da numerose variabili, come il microorganismo coinvolto, la presenza di patologia preesistente e le difese immunitarie dell'ospite) spesso non è facile porre questa diagnosi in maniera precisa. La scintigrafia con leucociti marcati è il gold standard a questo scopo, ma anche la scintigrafia ossea trifasica può essere utile grazie alla sua alta sensibilità (la specificità è invece bassa in quanto l'esame può essere positivo in molte lesioni a diversa eziologia).
Tale esame, accompagnato a una corretta gestione diagnostica globale del paziente, permette di porre diagnosi evidenziando sia la captazione nelle fasi iniziali dovuta alla flogosi sia in quella tardiva dovuta al rimodellamento osseo reattivo (la cui distinzione è particolarmente importante nelle forme croniche). L'acquisizione delle immagini con tecnica SPECT può aiutare a dare una migliore definizione spaziale al quadro clinico. Attualmente la tecnica SPECT permette la fusione delle immagini TC (SPECT-TC) e pertanto la localizzazione di lesioni acquisisce massima definizione spaziale.

### Fratture e traumi
L'esame usato di norma per valutare la presenza di fratture ossee è la radiografia del settore interessato. A volte però può capitare che questo esame sia negativo anche in presenza di frattura. In tal caso per dirimere il dubbio può essere sfruttata l'alta sensibilità della scintigrafia ossea. Le aree più spesso coinvolte in queste lesioni occulte sono: le ossa del carpo, il femore prossimale, le costole, il bacino e la colonna vertebrale.
L'aspetto delle immagini varia a seconda del tempo trascorso dall'evento traumatico. Nella fase acuta iniziale (che va da 1 a 4 settimane dal trauma) ad essere preponderante è la captazione delle immagini vascolari e di blood pool alla scintigrafia trifasica in quanto la prima reazione rilevabile è la flogosi conseguente al danno. Nella fase subacuta invece ( da 6 a 12 settimane dall'evento) si ha la formazione del callo osseo; quindi la captazione diverrà più evidente sulle immagini tardive a livello della rima di frattura e meno evidente nelle 2 precedenti (in quanto la vascolarizzazione della zona colpita tende a diminuire). Il callo osseo poi col tempo viene riassorbito lasciando il posto all'osso normale (anche per 1-2 anni dal trauma la scintigrafia è ancora in grado di rilevare alterazioni nella sede colpita).

#### Fratture da stress

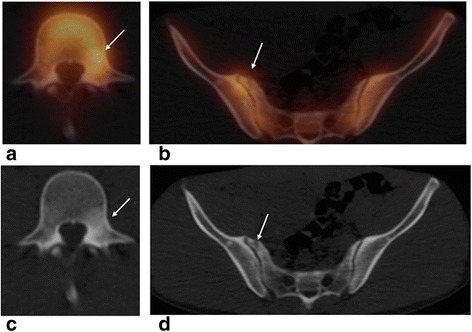
Fratture da stress in un wrestler che lamentava dolore lombare cronico rilevate mediante SPECT/CT con indicatore osteotropo a livello del peduncolo di L4 e dell'ala sacrale destra.

Lo stress muscolare a livello delle giunzioni osteo-tendinee, se intenso, può provocare un rimaneggiamento del tessuto osseo di tali zone (che funzionalmente ha come obiettivo il renderle più resistenti). Questo rimaneggiamento si produce con un'alternanza di archi temporali in cui prevale l'attività osteoblastica e di archi temporali in cui prevale quella osteolitica. Se uno stress molto intenso agisce quando è l'attività osteolitica a prevalere possono verificarsi micro (o anche macro) fratture a livello della zona interessata, spesso difficilmente rilevabili con la radiografia tradizionale. Anche in tal caso la sensibilità elevata della scintigrafia ossea può essere dirimente e consentire di classificare le lesioni a seconda dell'entità di captazione del tracciante.
| Stadio | Descrizione                                               |
| ------ | --------------------------------------------------------- |
| I      | aumento della captazione lieve e solo a livello corticale |
| II     | captazione più estesa ed intensa che in stadio I          |
| III    | più di metà dello spessore osseo è ipercaptante           |
| IV     | osso ipercaptante a tutto spessore                        |

Nello studio della spondilosi (patologia dolorosa a livello lombare da carico, frequente causa di algie in giovani atleti senza traumi in anamnesi) lo studio scintigrafico SPECT riesce a localizzare meglio la patologia e anche a fornire informazioni sulla prognosi; in quanto una radiografia positiva accompagnata da scintigrafia negativa depone per inattività o guarigione della patologia (e quindi la escludono come causa del dolore riferito dal paziente).

### Necrosi asettica della testa femorale
Questa patologia può avere varie eziologie. La forma primaria è più frequente nei bambini e può essere bilaterale (malattia di Legg-Calvé-Perthes) mentre quelle ad eziologia secondaria (traumi, trombosi, terapie con steroidi, vasculiti, dismetabolismi, anemie emolitiche) sono più frequenti negli adulti. Il quadro radiologico spesso è muto anche dopo 6 mesi dall'insorgenza mentre quello scintigrafico invece varia: una settimana - 10 giorni dopo l'evento acuto l'area infatti si presenta ipocaptante (la forma dovuta a terapie steroidee può invece presentare piccole aree non captanti assieme a zone captanti da rimaneggiamento osseo e microfratture). Dopo 3 settimane invece si osserva ipercaptazione da riparazione ossea. La sensibilità della metodica per questa patologia è intorno al 90% (può aumentare se si conduce anche l'indagine SPECT).

### Osteoporosi
In questo quadro clinico la scintigrafia ossea può mostrare eventuali fratture patologiche, anche misconosciute, specie a livello costale, del bacino e vertebrale dove si può notare un accorciamento della colonna e un'intensa e lineare ipercaptazione in caso di cedimento (che può essere ragionevolmente escluso se l'esame è negativo). La metodica può anche fornire una stima (suppur non precisa) della densità minerale ossea (aree ipocaptanti correlano per minore densità). Inoltre è utilizzata anche nella diagnosi differenziale con altri quadri clinici (ove è molto utile la SPECT, specie a livello lombare) e nell'evidenziare la diffusione della malattia nell'ambito scheletrico.

### Osteomalacia
I pazienti affetti da questa patologia presentano intensa ipercaptazione a livello delle metafisi e dei centri di ossificazione delle ossa lunghe (tale quadro clinico è chiamato chicken bone).

### Iperparatiroidismo
I pazienti affetti spesso presentano ipercaptazione a livello delle ossa craniche, della spalla e dello sterno dovute al rimaneggiamento osseo indotto dal paratormone. Usando collimatori pin-hole ad alta definizione è anche possibile rilevare la tipica captazione sub-periostale (ad esempio a livello delle falangi).

### Osteodistrofia renale
Nei pazienti affetti da questa patologia spesso l'esame scintigrafico mostra ipercaptazione in tutto l'ambito scheletrico, con alcuni quadri "tipici" (sterno a cravatta, ipercaptazione della teca cranica). Dopo 24 ore la differenza di captazione fra osso e tessuti molli si fa ancora più marcata ed è possibile visualizzare anche calcificazioni a livello polmonare, renale e gastrico.

### Malattia di Paget
Questa patologia si manifesta dapprima con un riassorbimento osseo, a cui segue poi una fase di apposizione con conseguente distruzione della struttura ossea originale e deposizione di tessuto fibroso ipervascolarizzato a livello dello spazio midollare. La prevalenza è maggiore nei maschi, pari all'1,5-3% nei soggetti oltre i 60 anni. Le lesioni di norma sono asintomatiche, a volte provocano dolore. Sono rilevabili mediante radiologia tradizionale in quanto deformano l'osso e comprendono zone con densità ossea varia e disomogenea.
La scintigrafia è usata spesso nell'analisi iniziale della malattia per vedere le zone colpite e ricercare eventuali complicanze. I segmenti più interessati sono: il bacino, la colonna vertebrale, il femore, la tibia, il cranio e meno frequentemente: clavicola, omero e avambraccio. La malattia può colpire una sola sede, ma spesso si espande in più punti.

### Spondiloartriti
Sono malattie in cui è colpita l'entese; cioè i punti di inserzione di tendini, legamenti e fasce sulle ossa. Tipicamente la zona colpita è soprattutto lo scheletro assile. Le lesioni di queste patologie si vedono solo tardivamente con gli esami radiologici standard in quanto l'evoluzione di queste è lenta; la scintigrafia ossea consente invece di ottenere dati in tempi più brevi dall'esordio. Captazioni tipiche di queste patologie si rilevano a livello di: manubrio-sternale, costo-trasversario, sacro-iliaco (dove è possibile, anche mediante studio SPECT, escludere quasi certamente la diagnosi di sacro-ileite se questa zona è negativa; o porre fondato sospetto se positiva, da confermare mediante TC) e nelle aree di inserzione tendinea. La captazione delle lesioni diminuisce col tempo, col formarsi delle sinostosi.

### Artrite reumatoide
Questa malattia autoimmune ha una prevalenza dell'1% nella popolazione generale e colpisce in modo simmetrico la membrana sinoviale delle articolazioni (specie a livello delle articolazioni interfalangee distali) provocando deformità articolari e anche a volte coinvolgimento sistemico. Lo scheletro assile è di solito colpito tardivamente e con minor aggressività. La diagnosi e la stadiazione di questa patologia sono ben codificate ed effettuate mediante radiologia tradizionale in cui si osserva la reazione infiammatoria a livello articolare accompagnata dalle erosioni ossee e dall'osteoporosi cortico-subcontrale iuxarticolare. L'ecografia è invece usata nelle forme precoci di malattia che ancora non hanno coinvolto l'osso, mentre l'RMN consente di valutare sia i tessuti molli dell'articolazione sia l'osso, ottenendo anche informazioni prognostiche.
La scintigrafia ossea ha quindi un impiego limitato rispetto al passato. Le lesioni rilevabili con questa tecnica sono ipercaptazioni a livello delle zone colpite, più intense se le lesioni sono recenti. Le zone di osteoporosi iuxarticolare e le aree di erosione danno pure ipercaptazioni. Il principale vantaggio della scintigrafia è la sua capacità di rilevare lesioni precocemente, anche prima delle metodiche radiologiche tradizionali che sono in grado di dare risultati solo a danno osseo in corso; per questo è usata nella ricerca delle forme insorte da meno di 3 mesi (early rheumatoid arthritis) in cui una terapia adeguata può essere più efficace. Anche quando l'RMN è dubbia la scintigrafia può essere una valida opzione diagnostica, così come nella ricerca di complicanze come le fratture patologiche, che di solito colpiscono le vertebre, il collo femorale, la metafisi tibiale prossimale, le ossa iliache e i metatarsi.

### Distrofia simpatico-riflessa
Questo quadro clinico spesso insorge dopo un eventro traumatico a carico dell'osso e consiste nell'apertura di shunt artero-venosi a livello della zona colpita mediata dal sistema simpatico, che si accompagna a dolore, impotenza funzionale, instabilità vasomotoria, gonfiore e distrofie cutanee). La scintigrafia trifasica mostra di solito, dopo 2 -3 mesi dall'esordio, un'ipercaptazione a livello delle aree colpite presente in tutte le fasi, anche se raramente specie nei bambini, possono presentarsi forme ipocaptanti. Per questa patologia la sensibilità della metodica scintigrafica è maggiore del 90%.

### Displasia fibrosa dell'osso
Questa malattia porta a sostituire il tessuto osseo con tessuto fibroso. Spesso è asintomatica ma può esitare in fragilità delle zone colpite e in fratture. In alcune casi poi l'ipertrofia di questo tessuto può comprimere le terminazioni nervose danneggiandole. Il quadro scintigrafico delle aree colpite mostra zone captanti e ipocaptanti all'interno delle lesioni, che sono di composizione disomogenea (le aree fibrose non captano, mentre quelle costituite da tessuto osseo si). Inoltre anche le fratture se presenti mostrano ipercaptazione.

### Miosite ossificante
È una rara patologia, spesso conseguente a traumi contusivi. L'aspetto è ipercaptante e la scintigrafia ossea è usata soprattutto per verificare che la lesione sia singola e nella diagnosi differenziale con altre condizioni cliniche.